# アース・プライム
『アース・プライム』（原題：EARTH-PRIME）は、DCコミックスより2022年4月5日から2022年6月21日にかけて刊行されたアンソロジー形式のコミックシリーズ。アローバースの一作品であり、作品名はアローバースにおいて最大のユニバースである「アース・プライム」に由来する。コミック作家とテレビ作家のコラボレーションと云える作品になっており、脚本はDCコミックスからの募集で集まったアローバースの公式脚本家によって手掛けられている。
1号につき1～3話収録されており、第1号～第5号ではテレビ本編の補完や脇役のスピンオフといった外伝的な物語が、最終の第6号では作品の垣根を越えて様々なキャラクターが登場するクロスオーバー・イベントが収録されている。なお、基本的にどの話も独立しているが、一部は第6号収録の「Savior Complex」に繋がる要素を後日談などの形で含んでいる。
各号の表紙絵はKim Jacintoが手掛けた。

## #1: BATWOMAN
2022年4月5日発行。『BATWOMAN/バットウーマン』を特集した号。計2話収録。

### Flesh and Mud
『BATWOMAN/バットウーマン』シーズン3 第7話と『SUPERGRIL/スーパーガール』シーズン6 第20話の後の出来事。ライアンらバットチームがレナ・ルーサーの力を借りて、二代目クレイフェイスに立ち向かう。
脚本はナタリー・エイブラムスとケリー・ラーソン、作画はClayton Henry、着彩はMarcelo Maioloが手掛けた。
ナタリー・エイブラムスは『SUPERGRIL/スーパーガール』に個人的な思い入れがある人物で、かねてから『BATWOMAN/バットウーマン』と『SUPERGRIL/スーパーガール』をクロスオーバーをさせたいと考えていたが、新型コロナウィルス感染症の世界的流行の影響により実写ではそれが叶わずにいた。そんな時に本作の企画が舞い込み、本作に『SUPERGRIL/スーパーガール』の主要人物であるレナ・ルーサーを登場させるに至った。

### A Night Out
『BATWOMAN/バットウーマン』シーズン3 第5話の間の出来事。夜、ルークがステファニー・ブラウンとの食事に出掛けるが……。
脚本はルーク役のキャムラス・ジョンソン、作画はMichael Calero、着彩はMatt Hermsが手掛けた。
ちなみに、キャムラス・ジョンソンは過去に原作コミックスでルーク・フォックス／バットウィングが主役の物語の脚本を手掛けたことがある。

## #2: SUPERMAN & LOIS
2022年4月19日発行。『スーパーマン＆ロイス』を特集した号。計3話収録。3話とも脚本はアダム・マリンガーとジェイ・ジェミソンとAndrew N. Wong、原画はトム・グラメット、清書はNorm Rapmund、着彩はHi-Fiが手掛けた。
アダム・マリンガーとジェイ・ジェミソンはトム・グラメットが過去に手掛けた作品の大ファンである為、自分たちが綴った物語の画をトム・グラメットが担当すると決まった時には「あのトム・グラメットをゲットした！」と気が狂いそうなほど興奮したとのこと。

### The Anniversary
毎年自分たちの結婚を結婚日の4日後に祝っているクラークとロイスが、その由来である結婚一周年目での出来事を息子たちに語る。

### Father's Day
クラークが自らが記者を志すきっかけとなった亡き父 ジョナサンに想いを馳せる。
この作品は、脚本のアダム・マリンガーが新型コロナウイルスの合併症で亡くなった父 スチュアート・マリンガーへ贈る作品にもなっている。スチュアート・マリンガーは息子が携わっている『スーパーマン＆ロイス』を見ないまま2020年に亡くなっており、息子が記者として活躍する姿を見ないまま亡くなったジョナサンと重なっている。
スチュアート・マリンガーが亡くなった時、『スーパーマン＆ロイス』のショーランナーのトッド・ヘルビングは番組製作が非常に忙しい時期だったにもかかわらず、アダム・マリンガーに「家族と過ごせ」「ヒーローになる必要はない」と伝え、休みをとらせた。アダム・マリンガーはトッド・ヘルビングや仕事仲間の気遣い、そして『スーパーマン＆ロイス』という作品そのもののおかげで、とても心が救われたという。

### Controlled Burn
ジョン・ヘンリー・アイアンズの故郷の世界の漆黒のスーパーマンの生い立ちを描く。

## #3: LEGENDS OF TOMORROW
2022年5月3日発行。『レジェンド・オブ・トゥモロー』を特集した号。

### The (Ex) Legends of Tomorrow
『THE FLASH/フラッシュ』シーズン8 第1話から『レジェンド・オブ・トゥモロー』シーズン7 第12話の間の出来事。ノラとの間に第一子の誕生を控えたレイが、音信不通となったレジェンズの救助に行こうと、同じく現代にいる元レジェンドのジャックス、ケンドラ、カーター、ミックを集めたところに、ミックの子供たちとモナがネクリアンたちに誘拐される事件が発生する。
脚本はDaniel ParkとLauren Fields、原画はPaul Pelletier、清書はAndrew Hennessy、着彩はAdriano Lucasが手掛けた。

### Booster's Day Out
『レジェンド・オブ・トゥモロー』シーズン7 第13話の間の出来事。ブースターゴールドが消えた相棒のスキーツを探すべく、任務を抜け出す。
脚本はDaniel ParkとLauren Fields、原画はJose Luis、清書はJonas Trindade、着彩はHi-Fiが手掛けた。
この作品は『レジェンド・オブ・トゥモロー』シーズン8への布石を打った内容にもなっているが、残念ながら『レジェンド・オブ・トゥモロー』は『EARTH-PRIME #3: LEGENDS OF TOMORROW』の発売を間近に控えた2022年4月29日にシーズン7をもって打ち切られた。

## #4: STARGIRL
2022年5月17日発行。『スターガール』を特集した号。

### Road Trip
コートニーたちとひと夏の家族旅行中のパットのもとに、パットの昔の敵であるニードルがある想いを伝えに訪ねてくる。
脚本はJames RobinsonとPaula Sevenbergen、作画はJames Ordway、着彩はJohn Kaliszが手掛けた。

## #5: THE FLASH
2022年6月7日発行。『THE FLASH/フラッシュ』を特集した号。

### Sidekick Rules
バリーとアイリスが夫婦旅行でセントラル・シティを離れた2049年、二人の息子であるバートが姉のノラに叱られつつもイーヴル・アイの脅威から街を守ろうと奔走する。
脚本はJess CarsonとEmily Palizzi、作画はDavid Lafuente、着彩はMiquel Muertoが手掛けた。

### Training Day
アーガスの新米警備員が上司にスーパーヴィラン収容施設を案内される。そこでフラッシュの宿敵の現況が明らかとなる。
脚本はJess CarsonとEmily Palizzi、作画はPablo M. Collar、着彩はJohn Kaliszが手掛けた。

## #6: HERO'S TWILIGHT
2022年6月21日発行。最終号。

### Savior Complex
マゴッグが2049年に出現し、クレイフェイス、漆黒のスーパーマン、ネクリアンの軍団、ニードルのクローン、イーヴル・アイを率いて各地で騒動を起こす。スーパーガール、グリーンアロー、アトム、バットウーマンがこれの対処にあたるが、戦いの最中に緑色の煙に包まれて消えてしまう。残されたバートとノラは緑色のフードを被った謎の男にヒーローとしての力量を試される。
脚本はJeff HershとThomas Pound、作画はWill Robson、着彩はAlex Sinclairが手掛けた。

### Phantom Punch
前号収録の「Training Day」の続き。アーガスの収容施設を脱走したドクター・ポラリス、ウェザー・ウィッチ、ガーダー、サイコパイレートのメドゥーサマスクに、ファントムガールとシスコが立ち向かう。物語は『THE FLASH/フラッシュ』シーズン9へと続く。
脚本はJeff HershとThomas Pound、作画はPablo M. Collar、着彩はJohn Kaliszが手掛けた。